# Dictionary of Welsh Biography
Ne pas confondre avec Dietsche Warande en Belfort (DW B).
Le Dictionary of Welsh Biography (DWB) (également The Dictionary of Welsh Biography Down to 1940  et The Dictionary of Welsh Biography, 1941 to 1970) est un dictionnaire biographique des gallois qui ont apporté une contribution significative à la vie galloise au cours des dix-sept siècles,. Il a été publié pour la première fois en 1959, et est maintenant maintenu comme ressource en ligne gratuite.

## Welsh Biography Online
Welsh Biography Online contient environ 4 325 biographies, dont celles de membres du clergé, de princes, de membres de la noblesse, de poètes et d'écrivains, de fonctionnaires, de ministres, d'artisans, de sportifs, de travailleurs, de soldats, d'industriels et d'agriculteurs.
Welsh Biography Online est une ressource bilingue avec chaque entrée en gallois et en anglais. Welsh Biography Online combine les deux volumes, The Dictionary of Welsh Biography Down to 1940 et The Dictionary of Welsh Biography, 1941-1970 avec les trois volumes en langue galloise, Y Bywgraffiadur Cymreig hyd 1940, Y Bywgraffiadur Cymreig, 1941-1950 et Y Bywgraffiur Cymreig 1951-1970, tous publiés à l'origine par l'Honourable Society of Cymmrodorion de Londres entre 1953 et 2001.